# Palača Narajanhiti
Palača Narajanhiti ali Narayanhiti Durbar (nepalsko नारायणहिटी रवार) je palača v Katmanduju, ki je dolgo služila kot rezidenca in glavno delovno mesto vladajočega monarha Nepalskega kraljestva. Palača stoji v glavnem mestu Katmanduju in je bila središče državnih dogodkov in kraljevske gostoljubnosti . Kompleks palače je proti vzhodu palače Kaiser Mahal poleg poslovne soseske Thamela in je vključen v impresivno in široko paleto dvorišč, vrtov in stavb. Trenutni Narayanhiti Durbar je zgradil kralj Mahendra leta 1963. 

## Etimologija
Ime Narayanhiti je sestavljeno iz dveh besed Narayana in Hiti. Narayan je hindujski bog Višnu, katerega tempelj je nasproti palače. Hiti pomeni 'vodni izvir' v jeziku Nevarcev, ki je vzhodno od glavnega vhoda v okolici palače, mejnik, ki je viden v lokalnih legendah.

## Zgodovina

### Prva stavba na tem mestu
V zgodnjem obdobju rodbine Shah je mesto bodoče palače Narajanhiti zasedala hiša družine Kaji Dhokal Singh Basnyat. Lastništvo lokacije je večkrat zamenjalo roke: po Dhokal Singh Basnyat ga je zasedel Chautariya Fateh Jung Shah (6. nepalski predsednik vlade), njegov oče Choutaria Pran Shah in družina. Med pokolom 19. septembra 1846 so bili ubiti ali poslana v izgnanstvo iz Katmanduja premier Chautariya Fateh Jang Shah in njegov oče Choutaria Pran Shah ter bratje. Po tem pokolu je palačo Narayanhiti prevzel brat Jung Bahadur Rana, bodoči predsednik vlade, nato pa polkovnik Ranodip Singh Kunwar. Polkovnik Ranodip Singh je naročil manjšo prenovo stare palače Choutaria Pran Shah in jo uporabil kot svojo zasebno rezidenco. Po vzponu na prestol predsednika vlade Maharaje leta 1877 je bil Narayanhit Durbar ponovno obnovljena, vendar tokrat precej raskošno in razširjena z več krili. 
22. novembra 1885 je bil med državnim udarom premierja Maharaja Ranodipa Singha Kunwarja umorjen njegov nečak, bratje Sumsher  (Khadga Shumsher, Chandra Shumsher in Dumber Shumsher) nekje v južnem krilu te palače. 

### Kraljevi dom
Po smrti predsednika vlade Maharaje Ranodipa Singha Kunwarja, je 22. novembra 1885 Bir Shumsher JBR zasedel prestol predsednika vlade in prevzel palačo Narayanhiti od Ranodipa Singha. glavnega nepalskega arhitekta Jogbir Sthapita za svojega sina Maharajadhiraj kralja Prithvi Bir Bikram Shaha. Tako se premakne kraljeva rezidenca vladajočega monarha Kraljevine Nepal iz Hanuman Dhoka Durbar v Narayanhiti Durbar.

### Potres leta 1934
Med potresom v Nepalu in Biharju leta 1934 je bila palača Narayanhity delno poškodovana, umrli sta dve otroški princesi, hčeri princese kralja Tribhuvana. Popravila in obnovitvena dela je vodil inženir polkovnik Surya Jung Thapo, zgrajen pa je bil tudi nov portik in veliko stopnišče.

### Trenutna palača
Leta 1963 je kralj Mahendra odredil rušenje stare palače in gradnjo nove palače. Nova palača je bila zgrajena v nepalskem arhitekturnem slogu po zasnovi kalifornijskega arhitekta Benjamina Polka, ki je takrat deloval iz Indije.  
Desetletna gradnja palače se je končala leta 1969. Griha Praves v novi palači je bila narejena ob hindujski poročni slovesnosti princa Birendre.

## Notranjost
Palača ima 3794 m² površine in je razdeljena na tri dele, krilo za goste, državno krilo in zasebno krilo. Palača Narajanhiti ima 52 sob, ki se imenujejo sadan in so poimenovane po 75 okrožjih Nepala. Notranjost palače temelji na poznem viktorijanskem slogu. 

### Recepcija in sprejemnica
Sprejemna dvorana palače Narajanhiti je dobila ime po okrožju Kaski kot Kaski Sadan. Dvorana je okrašena z dvema nagačenima bengalskima tigroma v naravni velikosti, ki ju ulovila  kralj Mahendra in kralj Birendra, skupaj s portreti kraljev rodbine Shah po stopnišču umetnika Amar Chitrakarja. Gaurishankar vrata se odprejo v Kaski Sadan in tu so kralji Nepala sprejemali politike in izvedli slovesnost prisege predsednika vlade in vodij ustavnih organov Kraljevine Nepal.

### Prestolna soba
Prestolna soba Gorkha Baithak v palači Narajanhiti je središče celotne palače. Je tik nad Kaski Baithak. Gradnja Gorkha Baithak temelji na slogu hindujskega templja z lestencem dolgim 14,6 m, ki visi iz stropa visoke pagode, ki stoji na štirih betonskih stebrih, ki predstavljajo Nāgo, okrašeno z mogočnimi hindujskimi božanstvi Astha Matrikas in Ashta Bhairava. Pod tem visokim stropom je bil postavljen prestol. To je prostor, kjer je monarh ob posebnih priložnostih podelil kraljevi razglas. Desno od Gorkha Baithaka je Dolpa Sadan in je bila uporabljena kot prostor za nepovabljene goste kraljeve družine, da so si ogledali prireditev Gorkha Baithaka skozi enosmerno ogledalo.

## Lastništvo
Leta 1972 je kralj Mahendra prodal palačo Narajanhiti vladi Nepala za 70 milijonov nepalskih rupij in trdil, da je bila lastnina dota, ki je bila dana njegovi babici po očetu, medtem ko je poročila njegovega dedka, kralja Prithvi Bir Bikram Shaha.

## Dvorni ceremoniali
Dvorni obredi Narayanhiti durbar so potekali v Dhanusha Baithak, kjer je kralj včasih podelil odlikovanja. Uporabljali so ga za teeka in darshan v času Dashain s strani kraljeve družine in za visoke vladne in vojaške uradnike.

## Poboj
V palači Narajanhiti je 1. junija 2001 potekal prizor kraljevega pokola. Deset članov družine je umrlo v masovnem streljanju takratnega kronskega princa Dipendre na zabavi ali mesečni večerji kraljeve družine v hiši. Med mrtvimi so bili kralj Birendra in kraljica Aishwarya. 
Kasneje, po očetovi smrti, je bil Dipendra razglašen za kralja Nepala, medtem ko je bil v komi. Umrl je v bolnišnici tri dni po pokolu, ne da bi se prebudil. Brat Birendra, Gyanendra, je postal kralj po pokolu in smrti svojega nečaka kralja Dipendre. 

## Trenutni status
Po revoluciji leta 2006, ki je zrušila monarhijo, je novoizvoljena skupščina razglasila Nepal kot republiko in kralj Gyanendra je bil prisiljen zapustiti palačo v 15 dneh. 
Kraljeva palača je zdaj postala javni muzej. Kronski dragulji veljajo za najbolj dragocene predmete v Nepalu.